# Età medio-babilonese

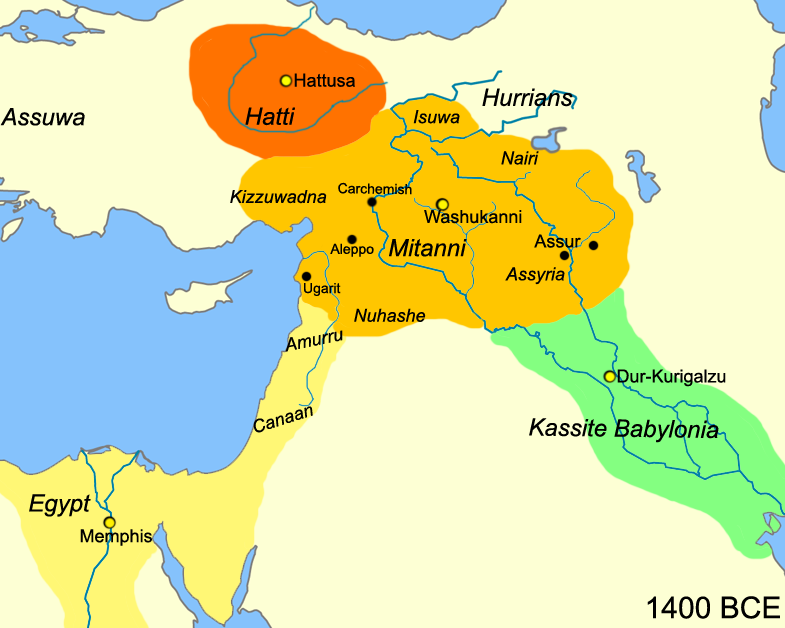
La Babilonia cassita in età amarniana; la mappa comprende gli altri Stati retti da Grandi Re: il Nuovo Regno egizio, Mitanni, il Paese di Hatti (territorio degli Ittiti)

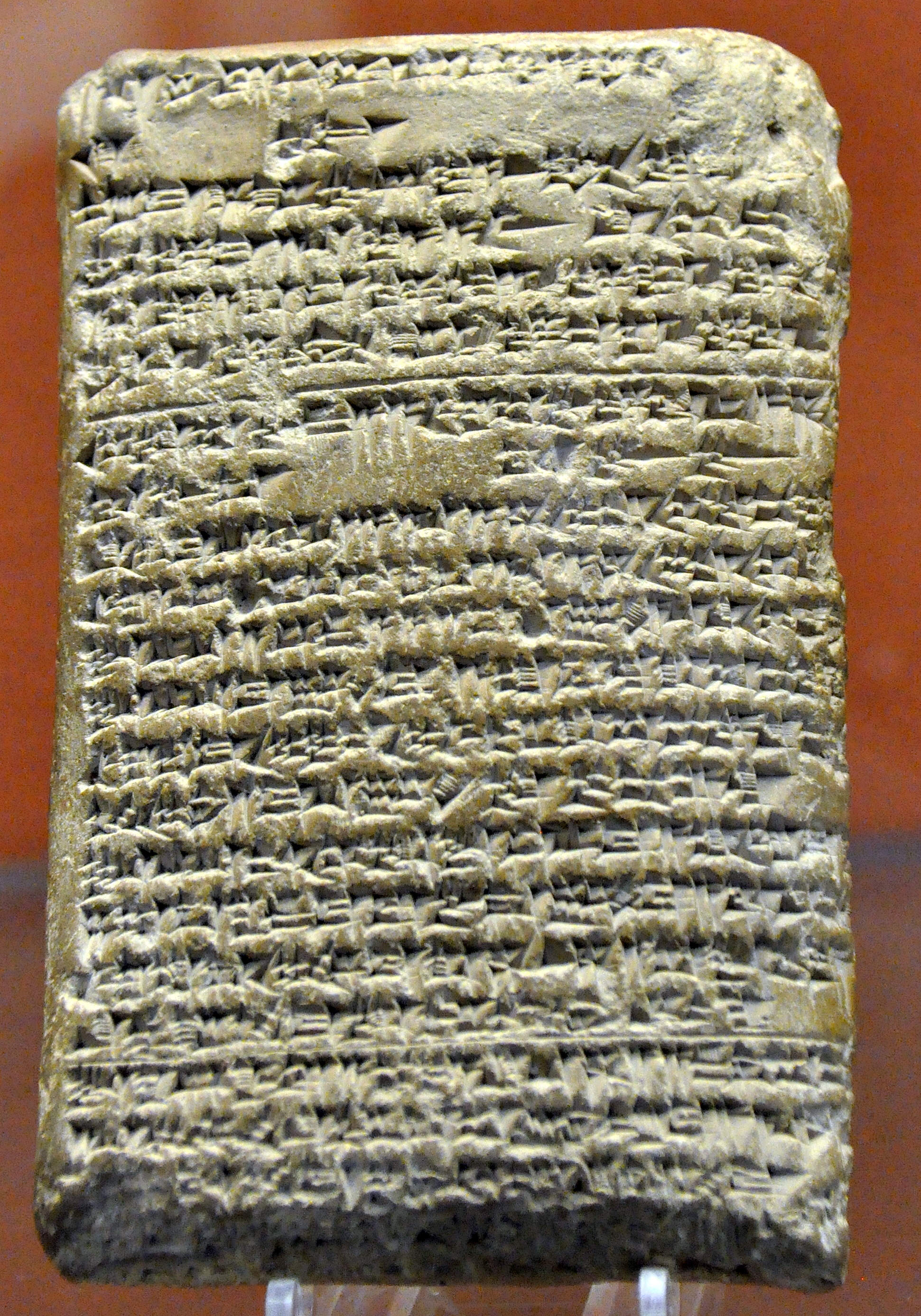
Lettera del re cassita Burna-Buriash II al re egizio Amenofi III (dalle Lettere di Amarna), XIV secolo a.C., conservata al British Museum

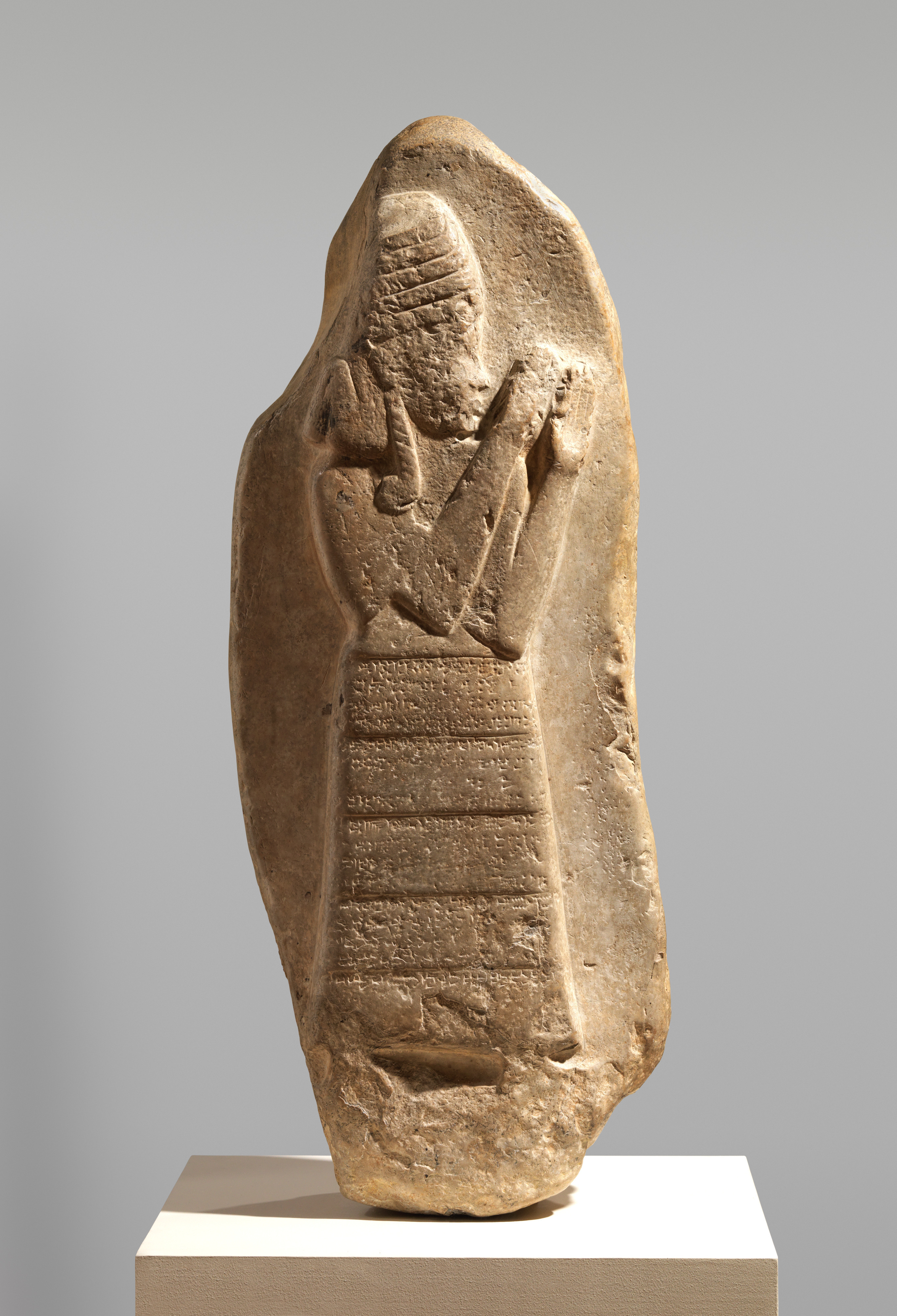
Stele cassita dedicata alla dea babilonese Lama. Un'iscrizione in sumero indica nel dedicante un ufficiale dal nome cassita, mentre il dedicatario è il re Nazi-Maruttash (1307-1282).

L'età medio-babilonese è una fase storica del Regno di Babilonia, frutto di una periodizzazione operata dai moderni. Tale periodo, che succedette ad una età paleo-babilonese dominata dalla Dinastia amorrea, si apre con la Dinastia cassita.
I Cassiti, una popolazione montanara proveniente dagli Zagros, conquistarono il trono di Babilonia negli anni successivi al sacco di Babilonia del 1595 a.C., operato dal re ittita Muršili I. Il prodursi di una età oscura tra il sacco di Muršili e l'avvento dei Cassiti non permette di delineare con precisione questi eventi.

## L'età oscura
All'inizio del XVI secolo a.C., tutto il Vicino Oriente piombò in una età oscura, caratterizzata dall'arretramento delle aree urbanizzate, dal dissolversi del potere centrale e delle corti, dall'assottigliarsi delle fonti documentali. Gli studiosi non sono in grado di attribuire una durata univoca a questa fase oscura. Coloro che ravvisano maggiore continuità tra la prima e la seconda metà del II millennio a.C. tendono ad attribuirle una durata inferiore. Lo studioso belga Marc Van De Mieroop, ad esempio, stima un centinaio di anni.
Sia come sia, in questo iato si produssero modificazioni di grande momento per i secoli successivi, in particolare l'ascesa di due nuovi gruppi etnici, i Cassiti al sud e i Hurriti al nord. Di queste popolazioni si ha traccia già in precedenza, ma solo durante questa età oscura esse riuscirono ad ottenere preminenza politica.
I Cassiti si imposero in Babilonia approfittando del vuoto di potere prodottosi dopo una distruttiva incursione dell'esercito ittita condotto dal re Muršili I nel 1595 a.C.

## I Cassiti
Onomastica cassita è rintracciabile nel Vicino Oriente antico almeno dal XVIII secolo a.C. I Cassiti avevano un'organizzazione tribale e abitavano soprattutto l'area di confine tra le steppe e i terreni agricoli. Come già altre popolazioni seminomadi del passato (Gutei e Amorrei), quando i Cassiti vengono registrati dalle fonti appaiono già ben integrati nel paesaggio agricolo e urbano della Mesopotamia meridionale, ma la regione in cui potrebbero essersi inizialmente imposti è quella del medio Eufrate (un re dal nome cassita fu sovrano di Khana).
È possibile che Samsu-ditana, l'ultimo re della Dinastia amorrea di Babilonia, abbia regnato ancora qualche anno dopo l'incursione operata dal re ittita Muršili I nel 1595: i Cassiti si affermarono in questa fase di estrema debolezza e frammentazione del regno babilonese, ma si erano già inseriti fin dai tempi di Samsu-iluna (figlio e successore di Hammurabi).
Nel complesso, il popolo cassita influenzò assai poco la Babilonia dal punto di vista culturale. Della lingua cassita rimangono poche tracce: ci sono pervenute due liste di vocaboli cassiti con traduzione in accadico, il che dimostra un certo interesse accademico verso questa lingua, ma nessuna opera scritta completamente in cassita. Assai più significativo fu l'impatto sociale. I Cassiti erano organizzati in famiglie e tribù, e si riferivano alle tribù e ai popoli chiamandoli 'casa di (nome di persona)' (in accadico, Bit e il nome del capostipite reale o fittizio). Queste "case" incorporavano villaggi e terreni, fino ad assumere le funzioni di entità amministrative che manterranno la loro identità anche dopo la fine del controllo cassita sulla Babilonia.
In epoca cassita, i re del Vicino Oriente indicavano i re babilonesi come "re di Karduniash", un termine forse cassita in origine. In alcune fonti assire, invece, il re babilonese era indicato come "re dei Cassiti". È possibile che questa terminologia rinviasse al fatto che, benché i Cassiti fossero i padroni della Babilonia, venissero comunque percepiti dai Babilonesi come un'etnia ben separata. Inoltre, il fatto che non avessero un rapporto speciale con alcuna delle città babilonesi avrà forse contribuito, sul piano ideologico, alla formazione, nella coscienza di popolo, della Babilonia come stato territoriale. In effetti, è proprio con i Cassiti che si forma definitivamente l'idea della Babilonide come regione culturalmente compatta.

## Origini del potere cassita in Babilonia
Non ci è noto il nome del re cassita che conquistò Babilonia né come i Cassiti si impossessarono del trono babilonese. I primi re cassiti individuati dalla tradizione (Gandash, Agum I, Kashtiliash I) vanno forse considerati contemporanei agli ultimi re della I dinastia di Babilonia. Questi re cassiti avranno forse costituito sì una dinastia, ma regnante nella loro probabile area d'origine, i Monti Zagros, e non direttamente a Babilonia. In ogni caso, l'epoca formativa del regno cassita si colloca nel XVI e nel XV secolo a.C., periodo assai poco conosciuto.
Sappiamo però da fonte posteriore che, 24 anni dopo che la statua di Marduk fu sottratta e portata a Khana, un re cassita, Agum II, la riportò a Babilonia. La lista dei re di Khana e la documentazione epigrafica ed archeologica di Terqa cessa all'inizio del XVI secolo a.C., per cui è possibile ipotizzare che Terqa sia stata distrutta proprio da Agum II e che questi sia stato uno dei primi re della dinastia cassita. Nello stesso periodo, i re Ulam-Buriash e Agum III (ma è ragionevole pensare che Agum II e Agum III non vadano distinti) assoggettarono il Paese del Mare. A questo punto, il regno babilonese si estendeva dalle zone di origine dei Cassiti fino a Babilonia e al Paese del Mare, e si imponeva come grande regno, tanto da relazionarsi con i re assiri, con cui i Cassiti logorarono il regno in interminabili contese di confine. Vi è traccia di trattati tra Burna-Buriash I (forse il padre di Ulam-Buriash) e Puzur-Ashur III, e tra Kara-indash e Ashur-bel-nisheshu, anche se non disponiamo dei testi, per cui non sappiamo se tali rapporti fossero paritetici. Nel XIV secolo, i re cassiti si erano ormai impossessati dell'area intorno alla Diyala; a Dilmun erano in grado di collocare un loro governatore che gestiva i traffici sul Golfo Persico. Essi si presentavano, dunque, e a buon diritto, come Grandi Re. Già all'inizio del secolo, peraltro, l'altrimenti poco noto Kurigalzu I aveva edificato una nuova fondazione, Dur-Kurigalzu ('fortezza di Kurigalzu').

## La Babilonia cassita nell'età amarniana
Kara-indash è il primo re cassita che conosciamo anche dalle sue stesse iscrizioni, databili alla fine del XV secolo a.C. Egli ebbe anche occasione di entrare in rapporti amichevoli con il faraone egizio, come riporta una delle Lettere di Amarna: si ebbero scambi di ambasciatori, matrimoni incrociati e scambi di doni (una forma educata di commercio tra regnanti). Il faraone Amenofi II, in effetti, attesta che, in occasione di sue vittorie in Siria, anche il re di Shankhara (che è come gli Egizi chiamavano Babilonia) gli inviò dei doni (ed è in questo stesso periodo che anche gli Assiri avviano relazioni con gli Egizi). Nel complesso, sono quattordici le lettere del corpus di Amarna dirette o provenienti da Babilonia. Corrispondenti babilonesi erano i re Kadashman-Enlil I (1374-1360) e Burna-Buriash II (1359-1333), e le loro lettere si concentrano sul tema dei matrimoni dinastici e sulle doti. Sul piano politico, gli approcci diplomatici dei Cassiti nei confronti degli Egizi e degli Ittiti erano tesi ad estromettere gli Assiri dal novero dei Grandi Re (metà XV secolo-metà XIV secolo a.C.); soprattutto Burna-Buriash II mostrava disappunto nel constatare che il faraone era propenso a trattare il re assiro Ashur-uballit I (1363-1328) come un Gran Re, mentre il re babilonese non lo considerava che un vassallo. Questa politica non poté impedire che la montante potenza assira prendesse il sopravvento e che Ashur-uballit riuscisse ad acquisire il controllo di Babilonia, imponendo sul trono babilonese Kurigalzu II (1332-1308). Negli anni seguenti, Babilonia cercò di sfuggire tanto alla pressione assira quanto a quella elamica. Kurigalzu II riuscì a sconfiggere gli Elamiti e nel XIII secolo Karduniash era ancora uno stato potente e i vari re vicino-orientali non mancavano di ingraziarsi il re cassita quando avevano bisogno di legittimare il proprio potere, com'è il caso del re ittita Hattušili III, che contattò Kadashman-Enlil II (1263-1255) quando questi ascese al trono, pregandolo di mantenere buone relazioni.

## Fine della Dinastia cassita

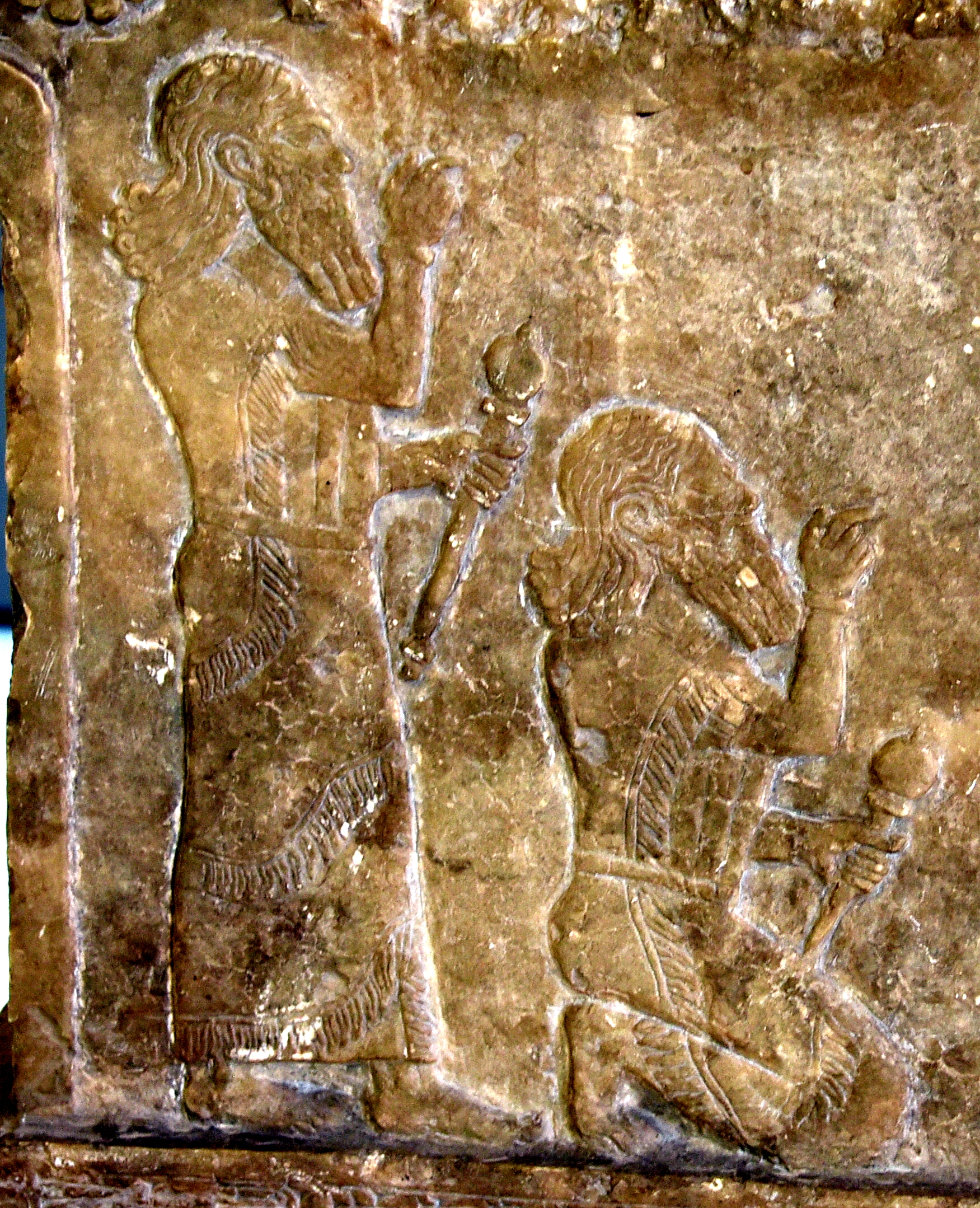
Dettaglio da un basamento dal tempio di Ishtar ad Assur (XIII secolo a.C.), con iscrizione di Tukulti-Ninurta I, raffigurante due uomini armati di mazza, probabilmente lo stesso re assiro in due posizioni diverse (Pergamon Museum, Berlino)

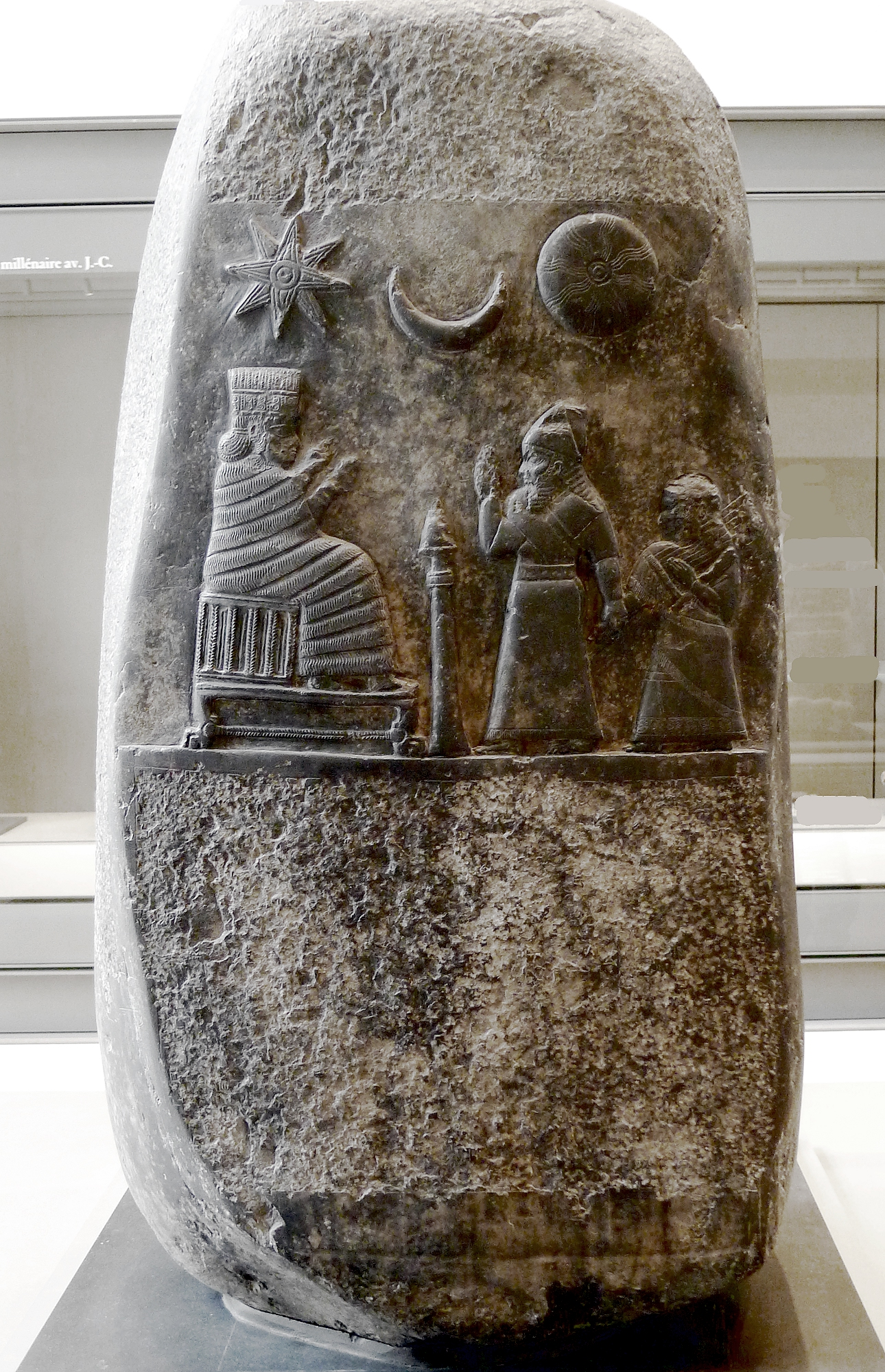
Kudurru del re cassita Meli-Shipak (1186-1172 a.C.)

Tutto il periodo dalla metà del XIV secolo alla metà del XIII fu piuttosto stabile: il regno babilonese continuò a confrontarsi con l'Assiria e con l'Elam, mantenendo buoni rapporti (commerciali e matrimoniali) con gli Ittiti. Soprattutto la lettera di Hattušili III illustra questi rapporti, che si sviluppavano, ostacolati da popolazioni nomadi, sul medio Eufrate e si concentravano nella Siria settentrionale, dove i mercanti babilonesi accedevano, non senza difficoltà, ai prodotti occidentali.
Il confronto con gli Assiri si concentrava invece sulla riva sinistra del Tigri. Adad-nirari I (1305-1274) sconfisse Nazi-Marutash (1307-1282), ma lo scontro non fu risolutivo e si decise solo nella seconda metà del XIII secolo: il re cassita Kashtiliash IV provò ad approfittare della recente intronizzazione del re assiro Tukulti-Ninurta I, presumendone una debolezza che in realtà non sussisteva. Tukulti-Ninurta, come attesta un poema assiro chiamato Epica di Tukulti-Ninurta, affrontò il re cassita in battaglia campale e lo sconfisse, conducendolo prigioniero ad Assur, dove probabilmente morì. Il re assiro giunse fino a Babilonia e la conquistò (1225), distruggendone le mura, saccheggiandone l'Esagila, il tempio urbano di Marduk, e "deportando" la statua del dio.
L'importazione in Assiria di letteratura babilonese ebbe l'effetto di accelerare la babilonizzazione della cultura assira.
A quanto pare, Tukulti-Ninurta regnò direttamente in Babilonia per qualche tempo, per poi intronizzare figure a lui gradite. Babilonia restò sotto il giogo assiro per sette anni, fino a quando il figlio di Kashtiliash IV, Adad-shuma-usur (1216-1187), non riconquistò l'indipendenza, approfittando di una rivolta interna contro Tukulti-Ninurta. Ma la debolezza cassita spinse l'Elam ad intervenire. La Dinastia cassita riuscì a resistere ancora per qualche anno con i successori di Adad-shuma-usur, soprattutto grazie alla debolezza dell'Elam e dei successori di Tukulti-Ninurta. Dopo un'ulteriore incursione del re assiro Ashur-dan I (1178-1133), fatale e definitivo fu invece l'attacco del re elamita Shutruk-Nakhunte I (1158): questi poté avanzare le proprie pretese sul trono babilonese anche in virtù del suo matrimonio con la figlia maggiore del re cassita Meli-Shipak (1186-1172). Sconfitto il re cassita Zababa-shuma-iddina, Shutruk-Nakhunte lasciò il figlio, Kutir-Nakhunte, a Babilonia, nel difficile ruolo di governatore. La Babilonia, infatti, rimase fortemente ostile alla presenza elamica. L'ultimo re cassita, Enlil-nadin-akhi, si confrontò con gli Elamiti per tre anni, mentre a Isin si costituì un nuovo regno indipendente. Alla morte di Shutruk-Nakhunte (forse fatto assassinare dal figlio), Kutir-Nakhunte pretese di ascendere al trono di Babilonia; la resistenza babilonese scatenò la sua feroce reazione: a Kutir-Nakhunte è attribuito un ulteriore furto della statua di Marduk (1155) e di quella di Inanna da Uruk. Il re elamita tornò a Susa per rilevare il trono, portando con sé lo sconfitto Enlil-nadin-akhi e lasciando a Babilonia un governatore. A Babilonia, a quel punto, si consolidò la II dinastia di Isin (1154-1026), il cui re più importante fu Nabucodonosor I (1125-1104); la sua maggiore impresa fu appunto la cacciata degli Elamiti dall'area mesopotamica. Nabucodonosor fu anzi capace di recuperare la statua di Marduk a Susa. Dopo questo episodio, l'Elam entrò in un'età oscura lunga tre secoli.

## Cronologia della Babilonia cassita
Le datazioni che seguono sono quelle proposte da Brinkman e da Liverani, tranne dove indicato. I nomi di re in corsivo indicano l'adozione di un nome accadico (segno della progressiva assimilazione dell'elemento dirigente cassita da parte della base popolare accadica), mentre gli altri nomi sono cassiti.
La Lista reale A (di età caldea) attribuisce ai Cassiti il periodo di regno più lungo di tutta la Lista reale babilonese (576 anni e nove mesi). Se dal 1155 (anno dell'attacco di Shutruk-Nakhunte I, che pose fine al dominio cassita) rimontiamo indietro di 576 anni, giungiamo al 1731, anno in cui il re Samsu-iluna era saldamente al potere. Ne risulta che la Lista reale babilonese include capi tribali cassiti, antenati dei dinasti che effettivamente regnarono a Babilonia.
| Re                          | accadico           | Inizio regno | Fine regno | Successione |
| --------------------------- | ------------------ | ------------ | ---------- | --- |
| Gandash                     | Gandaš             | [1729]       | [1704]     | Successione non chiara |
| Agum I                      | Agum               | [1703]       | [1682]     | Forse figlio di Gandash |
| Kashtiliash I               | Kaštiliašu         | [1681]       | [1660]     | Figlio di Agum I |
| ...                         | ...                | [1659]       | ??         | Successione non chiara |
| Abi-Rattash                 | Abi-Rattaš         | ??           | ??         | Figlio di Kashtiliash I |
| Kashtiliash II              | Kaštiliašu         | ??           | ??         | Successione non chiara |
| Urzigurumash                | Ur-zigurumaš       | ??           | ??         | Discendente di Abi-Rattash (?) |
| Agum II                     | Agum-Kakrime       | 1550 ca.     | 1550 ca.   | Figlio di Urzigurumash |
| (Harba-Shipak?) (Hurbazum?) | Ḫarba-Šipak        | ??           | ??         | Successione non chiara |
| (Shipta-Ulzi?)              | Šipta’ulzi         | ??           | ??         | Successione non chiara |
| ...                         | ...                | ??           | ??         | Successione non chiara |
| Burnaburiash I              | Burna-Buriaš       | ??           | ??         | Successione non chiara; è il primo governante cassita di cui possiamo dire con un margine di certezza che regnasse su Babilonia; sincronismo attestato con Ekurduanna della I dinastia del Paese del Mare e con Puzur-Ashur III di Assiria |
| (Ulamburiash?)              | Ulam-Buriaš        | [ 1475 ]     | [ 1475 ]   | Forse figlio di Burnaburiash I; riunificò la Babilonia, sconfiggendo l'ultimo re della I dinastia del Paese del Mare, Ea-gamil |
| (Kashtiliash III?)          | Kaštiliašu         | ??           | ??         | Forse figlio di Burnaburiash I |
| (Agum III?)                 | Agum               | ??           | ??         | Figlio di Kashtiliash III |
| Kadashman-Sah               | Kadašman-Šaḥ       | ??           | ??         | Successione non chiara; non appare nelle liste reali, ma solo in tavolette che sono datate al regno di "Agum e Kadshman-Sah", suggerendo che egli fosse re o che vi fosse una forma di co-reggenza con Agum III |
| Karaindash                  | Karaindaš          | 1413 ca.?    | 1413 ca.?  | Successione non chiara; sincronismo attestato con Ashur-bel-nisheshu di Assiria (1417-1409) |
| Kadashman-Harbe I           | Kadašman-Ḫarbe     | 1400 ca.     | 1400 ca.   | Figlio di Karaindash |
| Kurigalzu I                 | Kuri-Galzu         | ??           | ??         | Figlio di Kadashman-harbe I; una figlia di Kurigalzu I sposa il faraone Amenofi III |
| Kadashman-Enlil I           | Kadašman-Enlil     | 1374         | 1360       | Figlio di Kurigalzu I (?); non abbiamo fonti che attestino direttamente una parentela tra Kadashman-Enlil I e Kurigalzu I, ma Burnaburiash II, presunto figlio di Kadashman-Enlil I, in una lettera parla di Kurigalzu I come di un proprio antenato; sono attestate trattative tra Kadashman-Enlil I e il faraone Amenofi III                                 |
| Burna-Buriash II            | Burna-Buriaš       | 1359         | 1333       | Forse figlio di Kadashman-Enlil I; sono attestate trattative tra Burna-Buriash II e il faraone Amenofi IV (Akhenaton); sono inoltre attestati sincronismi tra Burna-Buriash e il re mitannico Tushratta e il re ittita Shuppiluliuma |
| Kara-khardash               | Kara-ḫardaš        | 1333         | 1333       | Figlio di Burnaburiash II; sincronismo attestato con Ashur-uballit I di Assiria (1363-1328), che sarà stato nonno o suocero di Kara-khardash |
| Nazi-Bugash                 | Nazi-Bugaš         | 1333         | 1333       | Usurpatore, senza relazioni con gli altri re ("figlio di nessuno"); sincronismo attestato con Ashur-uballit I di Assiria (1363-1328) |
| Kurigalzu II                | Kuri-Galzu         | 1332         | 1308       | Figlio di Burnaburiash II o di Kara-khardash; sincronismo attestato con Ashur-uballit I (1363-1328) di Assiria e con Khurbatilla del Paese del Mare; Kurigalzu II fu imposto dal re assiro dopo che una rivolta di palazzo aveva eliminato il figlio di Muballitat-Sherua, nuora di Burnaburiash II; Kurigalzu stesso era figlio o nipote di Muballitat-Sherua |
| Nazi-Maruttash              | Nazi-Maruttaš      | 1307         | 1282       | Figlio di Kurigalzu II; sincronismo attestato con Adad-nirari I di Assiria, con cui si scontra e che lo sconfigge |
| Kadashman-Turgu             | Kadašman-Turgu     | 1281         | 1264       | Figlio di Nazi-Maruttash; sincronismo attestato con Adad-nirari I di Assiria |
| Kadashman-Enlil II          | Kadašman-Enlil     | 1263         | 1255       | Figlio di Kadashman-Turgu; ricevé una lettera dal re ittita Khattushili III |
| Kudur-Enlil                 | Kudur-Enlil        | 1254         | 1246       | Figlio di Kadashman-Enlil II? |
| Shagarakti-Shuriash         | Šagarakti-Šuriaš   | 1245         | 1233       | Figlio di Kudur-Enlil |
| Kashtiliash IV              | Kaštiliašu         | 1232         | 1225       | Figlio di Shagarakti-Shuriash; sincronismo attestato con Tukulti-Ninurta I di Assiria (1243-1207) |
| Tukulti-Ninurta I           |                    | 1225         | 1225       | re assiro; appena intronizzato in Assiria, subisce un attacco da Kashtiliash IV, ma reagisce energicamente e giunge a conquistare Babilonia, aprendo una fase di interregno assiro della durata di sette anni (la statua del dio Marduk viene "deportata") |
| Enlil-nadin-shumi           | Enlil-nādin-šumi   | 1224         | 1224       | Successione non chiara; sincronismo attestato con Tukulti-Ninurta I di Assiria e con Kidin-khutran del Paese del Mare (1230 ca.) |
| Kadashman-Harbe II          | Kadašman-Ḫarbe     | 1223         | 1223       | Successione non chiara; sincronismo attestato con Tukulti-Ninurta I di Assiria e con Kidin-khutran del Paese del Mare (1230 ca.) |
| Adad-shuma-iddina           | Adad-šuma-iddina   | 1222         | 1217       | Successione non chiara; sincronismo attestato con Tukulti-Ninurta I di Assiria e con Kidin-khutran del Paese del Mare (1230 ca.) |
| Adad-shuma-usur             | Adad-šuma-uṣur     | 1216         | 1187       | Forse figlio di Kashtiliash IV; sincronismo attestato con Tukulti-Ninurta I, ma anche con altri re assiri: Ashur-nirari III (1202-1197), Enlil-kudur-usur (1196-1193) e Ninurta-apil-Ekur (1192-1180) |
| Meli-Shipak                 | Meli-Šipak         | 1186         | 1172       | Figlio di Adad-shuma-usur |
| Marduk-apla-iddina I        | Marduk-apla-iddina | 1171         | 1159       | Figlio di Meli-Shipak |
| Zababa-shuma-iddina         | Zababa-šuma-iddina | 1158         | 1158       | Successione non chiara |
| Enlil-nadin-ahi             | Enlil-nādin-aḫe    | 1157         | 1155       | Successione non chiara |